# روبنایلسون مونتریو فریرا
روبنایلسون مونتریو فریرا (به پرتغالی: Rubenilson Monteiro Ferreira) مهاجم اهل برزیل است که در شهر São Luis و در تاریخ ۸ ژوئیهٔ ۱۹۷۲ به دنیا آمده‌است.
روبنایلسون مونتریو فریرا در تیم‌های فوتبال استاندارد لیژ سابقهٔ حضور دارد.